# Gurmençon
Gurmençon település Franciaországban, Pyrénées-Atlantiques megyében. Lakosainak száma 887 fő (2022. január 1.). Gurmençon Agnos, Asasp-Arros, Bidos, Eysus és Oloron-Sainte-Marie községekkel határos.

## Népesség
A település népességének változása:
| Lakosok száma | 838  | 870  | 908  | 884  | 882  | 880  | 878  | 887  | 887  |
|               | 2013 | 2015 | 2016 | 2017 | 2018 | 2019 | 2020 | 2021 | 2022 |